# Camptotypus kerrichi
Camptotypus kerrichi là một loài tò vò trong họ Ichneumonidae.